# Evil Angel
Evil Angel es un estudio de cine pornográfico estadounidense creado en 1989 por el cineasta John Stagliano, con sede en Van Nuys, estado de California. La compañía está considerada como una de las pioneras en la pornografía gonzo a finales de los años 1980, y sus filmes han ganado numerosos premios.
Considerada una de las productoras de películas pornográficas más prolíferas de los Estados Unidos, es una de las tantas empresas que dominan el mercado de la distribución de las películas pornográficas en el país, además de ser uno de los estudios con más volumen de trabajo cada año.

## Historia

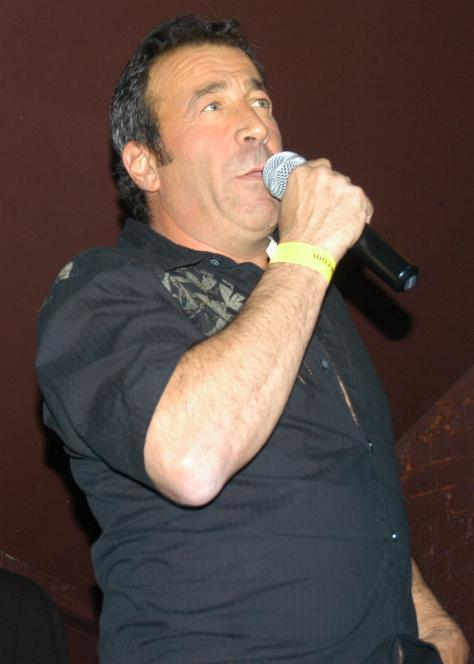
John Stagliano, director y fundador de Evil Angel.

Evil Angel nació a finales de la década de 1980, en un momento en el que para la industria pornográfica las ventas se duplicaban gracias a la introducción de la cinta VHS. Algunas productoras como VCA Pictures ya llevaban años consiguiendo beneficios debido a su larga lista de metrajes producidos y a las ventas en las diversas plataformas. En ese período de 1980, John Stagliano empezaba a dirigir películas de costes inferior a los 10.000 dólares, como Bouncing Buns, protagonizada por Stacy Donovan. En 1989 decide fundar Evil Angel, después de pasar un lustro produciendo filmes para otras compañías.
La primera película de la compañía fue Dance Fire, dirigida en 1989 por John Stagliano y protagonizada por él mismo junto a Trinity Loren, Brandy Alexandre y otros actores. El trabajo, casi olvidado, fue lanzado en DVD veinte años después de su estreno.
Ese mismo año, Stagliano ideó la actuación en una película en el que el actor fuese también  cámara, lo que aumentaría la experiencia visual a través de los ojos de los espectadores. Esta perspectiva en primera persona venía influenciada por filmes de los años 1960 como Blowup. La técnica se desarrollaría en lo que actualmente se conoce como Point of View (POV, punto de vista), que ha pasado a denominarse más comúnmente como pornografía gonzo, uno de los referentes del sello Evil Angel y que es usado en numerosas producciones del cine porno.
Gracias a esa técnica, Stagliano desarrolló el personaje de Buttman, a quien dio vida en la cinta Adventures of Buttman. Las primeras entregas de Buttman fueron escritas, producidas, dirigidas, editadas y, en algunas ocasiones, protagonizadas por el propio Stagliano.
Para comienzos de la década de 1990, Stagliano ya se había convertido en uno de los cineastas de la industria pornográfica más destacados. En 1990, junto al también director Patrick Collins, decidió fundar el estudio Elegant Angel como una subsidiaria de Evil Angel. Al año siguiente, establecía una productora subsidiaria en São Paulo (Brasil).
A mediados de los años 1990, la compañía comenzó a usar el lema "The Evil Empire" en sus productos, en referencia a la creciente producción de su negocio, que llegó a tener en 1996 medio millón de videos en ventas. Ese mismo año, debido a diferencias creativas, la dupla Stagliano-Collins se rompe, quedándose el segundo con Elegant Angel, que se separa del conglomerado de Evil.

## Actores y actrices de Evil Angel
Debido a su volumen de trabajo, por los estudios de Evil Angel han pasado, a lo largo de los años de servicio, multitud de actrices porno tan destacadas como Remy LaCroix, Asa Akira, Valentina Nappi, Jada Stevens, Misha Cross, Bonnie Rotten, Chanel Preston, Jynx Maze, A.J. Applegate, Riley Reid, Aidra Fox, Eveline Dellai, Gabriella Paltrova, Maddy O'Reilly, Anikka Albrite, Juelz Ventura, Phoenix Marie, Veronica Avluv, Dana DeArmond, India Summer, Prinzzess, Kelly Divine, Tori Black, Ava Addams, Lisa Ann, Julia Ann, Sasha Grey, August Ames, Abella Danger, Penny Pax, Francesca Le, Dillion Harper, Angel Dark, Allie Haze, Sinn Sage, Dani Daniels, Mercedes Carrera, Abigail Mac, Angela White, Belladonna, Gianna Michaels, Madison Ivy, Kendra Lust, Stoya, Romi Rain, Anissa Kate, Liza del Sierra, Franceska Jaimes, Monique Fuentes, Amarna Miller, Erica Fontes, Eva Notty, Eva Karera, Lela Star, Zafira, Carter Cruise, Adriana Chechik, Veruca James, Silvia Saint, Cayenne Klein, Rita Faltoyano, Sara Luvv, Dina Jewel, Taylor Wane, Viva Style, Cindy Hope, Anjanette Astoria, Dava Foxx, Nikki Benz, Andy San Dimas, Ava Devine, Anna Bell Peaks, Aletta Ocean, Amy Anderssen, Jayden James, Eva Angelina, Mia Malkova, Nina Elle, Nadia Styles, Vicky Vette, Missy Martinez, Nina Hartley, Rebeca Linares, Darla Crane, Sara Jay, Jessica Jaymes, Ana Foxxx, Sophie Dee, Samantha Bentley, Sophie Evans, Jennifer Luv, Rebecca Bardoux, Rayveness, Kylie Ireland, Black Angelika, Eve Laurence, Monica Mattos, Katja Kassin, Bionca, Julie Night, Joanna Angel, Skin Diamond, Bobbi Starr, Ashley Blue, Celeste, Syren De Mer, Katsuni o Alexis Texas, entre otras muchísimas.
Así mismo, Evil Angel también tiene una parcela sobre sexo y actrices transexuales, destacando Sienna Grace, Domino Presley, Aline Diniz, Bailey Jay, Kimber James, Sarina Valentina, Isabelly Ferraz, Foxxy, Eva Lin, Nina Lawless, Nathany Gomes, Nicole Bastiani, Natalie Mars, Brittany St. Jordan, Mia Isabella, Camyle Victoria, Natalie Foxx, River Stark, Renata Davila, Hazel Tucker, Kitty Kaiti, Kelly Klaymour, Khloe Kay, Yasmin Lee, Izzy Wilde, Aubrey Kate, Michelle Firestone, Kylie Maria, Kendra Sinclaire, Korra Del Rio, Danny Bendochy, Venus Lux, Chelsea Marie, Carla Ferraz, Carla Novaes, Nadia Alekandra, Vaniity, Kalena Rios, Brenda Lohan, Bianca Sereia, Juliana Souza, Jaqueline Dark, Deborah Mastronelly, Aspen Brooks, Mandy Mitchell, Vixxen Goddess, Bianca Freire, Kananda Hickman, Kelli Lox o Jessy Dubai, entre otras.
El número de actores porno bajo el sello de Evil Angel tampoco es pequeño, gozando de participaciones de actores tan renombrados como Nacho Vidal, Toni Ribas, Rocco Siffredi, Mark Wood, Evan Stone, Mr. Pete, Connor Maguire, Christian XXX, Lexington Steele, Damien Thorne, Jasper Stone, Tommy Pistol, Marco Banderas, Mick Blue, Axel Braun, Manuel Ferrara, Tommy Gunn, Barry Scott, Erik Everhard, Steven St. Croix, Ramón Nomar, John Stagliano (fundador de Evil Angel), James Deen, Chris Strokes, Steve Holmes, Xander Corvus, Keni Styles, Justin Long, Jon Jon, Randy Spears, Tom Byron, T. T. Boy, Mr. Marcus o Prince Yahshua, entre otros.

## Directores de Evil Angel
Evil Angel se diferencia de la mayoría de los otros estudios pornográficos en que a los directores que trabajan bajo su techo se les permite ser dueños de las películas que crean, marcando un estilo peculiar en las mismas. Siguiendo un modelo desarrollado por Stagliano, Evil Angel les permite las licencias necesarias a los cineastas para sus películas, además de costear gastos de producción, distribución, temas de promoción y venta, por las que recibe un porcentaje de las ventas.
Algunos de los directores habituales de la marca son el propio Stagliano, John Leslie, Rocco Siffredi, Joey Silvera, Christoph Clark, Nacho Vidal, Jonni Darkko, Jake Malone, Jay Sin, Jazz Duro, Manuel Ferrara, Lexington Steele, Mike Adriano, Steve Holmes o Belladonna.

### Antiguos directores

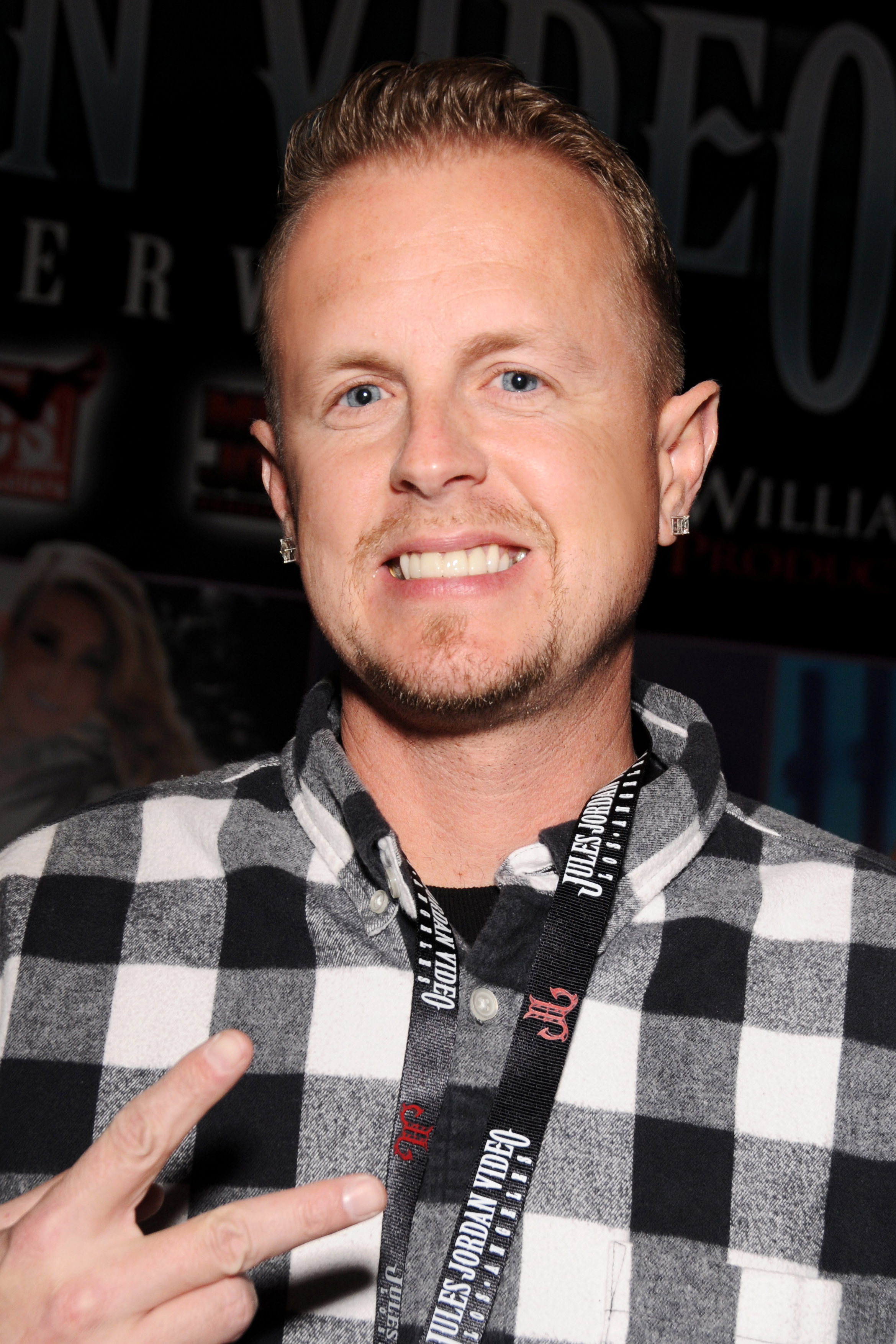
Jules Jordan.

Gregory Dark dejó VCA Pictures alegando "diferencias creativas" en el verano de 1995, lanzando ese mismo año su productora Dark Works. Empezó a trabajar con Evil Angel en temas de distribución y en algunas películas tras las cámaras. Su primera película para la marca fue Sex Freaks, protagonizada por Stephanie Swift, Lovette, Nyrobi Knights y Tom Byron. También trabajó en películas como Snake Pit o Best Of Gregory Dark. Después de estas tres películas dejó de colaborar con Evil Angel.
Otro director que se formó en Evil Angel fue Jules Jordan, quien entró en 2001 y dirigió y produjo ocho películas de la serie Ass Workship. En 2006 se marchó de la compañía para fundar su propia empresa, Jules Jordan Video, donde continuó trabajando en la producción dejada antes en Evil Angel.
Erik Everhard también trabajó anteriormente con la empresa, después de dirigir varias películas para productoras como Anabolic Video, Diabolic Video y Red Light District Video. En 2005 abandonó Red Light para incorporarse a Evil Angel, aunque duró poco, ya que acabó uniéndose a su amigo Jules Jordan en la empresa de su firma.

### Directores destacados

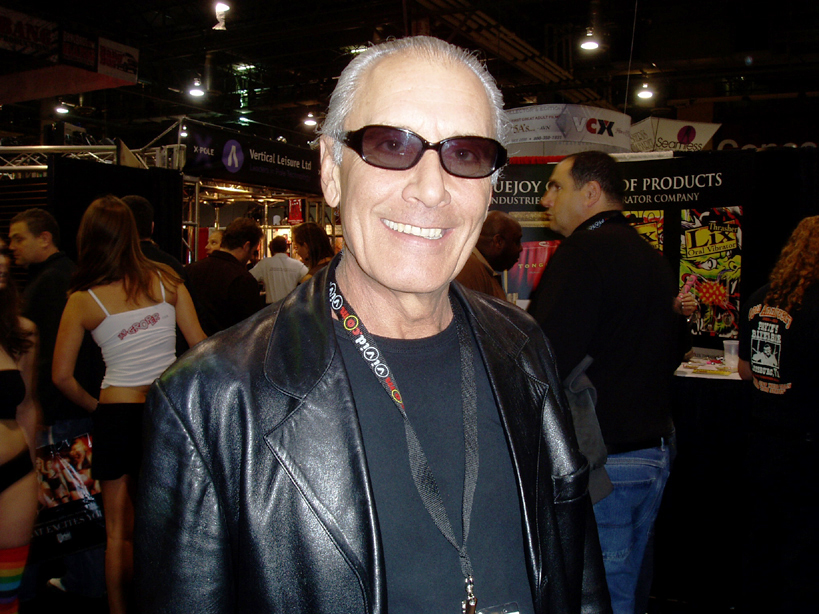
John Leslie.

Uno de los pilares de la compañía es su creador y director John Stagliano, cineasta creador de varias sagas seriales de Buttman como Buttman at Nudes a Poppin, Buttman's Anal Divas, Buttman's Bend Over Babes, Buttman's Big Butt Backdoor Babes, algunas de ellas rodadas en Nueva Zelanda, República Checa o Reino Unido; Face Dance o quizá la más conocida y valorada de su filmografía: Fashionistas, película reconocida que ganó diversos premios de la industria y que catapultó a varios de sus protagonistas como Taylor St. Clair, Rocco Siffredi o Belladonna.

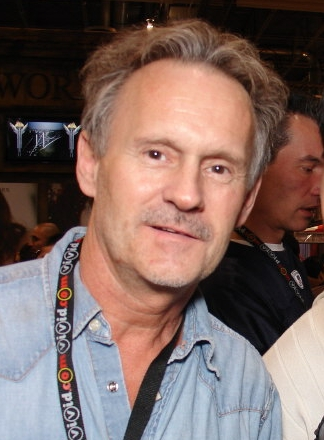
Joey Silvera.

John Leslie (1945 – 2010) tuvo una exitosa carrera como actor porno. A mediados de los 80 firmó por VCA Pictures para pasar a Evil Angel en 1994, siendo su primera película dirigida para la firma Dog Walker. Para Evil Angel desarrolló varias películas de temática vintage y gonzo como The Voyeur, Dirty Tricks, The Lecher, Crack Her Jack o Veronica Da Souza: Some Piece of Ass entre otras. Sus películas dieron a Evil Angel numerosos premios de la industria pornográfica.

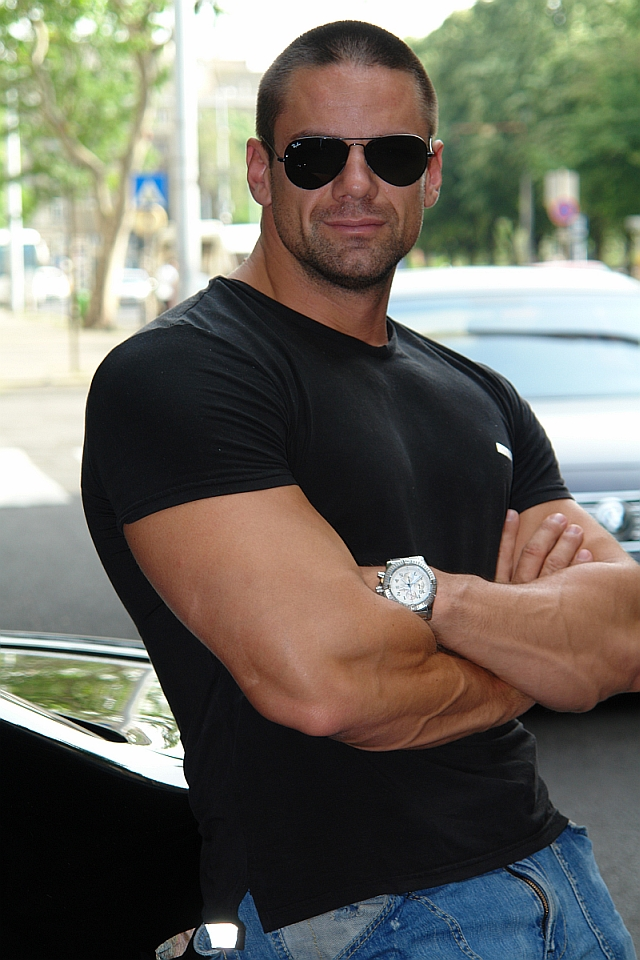
Raul Cristian.

El actor y director italiano Rocco Siffredi empezó a colaborar tras las cámaras con Evil Angel en 1994. Además de participar en varias entregas de Buttman o Fashionistas, empezó su carrera como director con Sandy Insatiable, y ha dirigido otras como Rocco Never Dies, Ass Collector, Miss Erotica o Nacho Vs Rocco, así como la saga Animal Trainer entre otras.

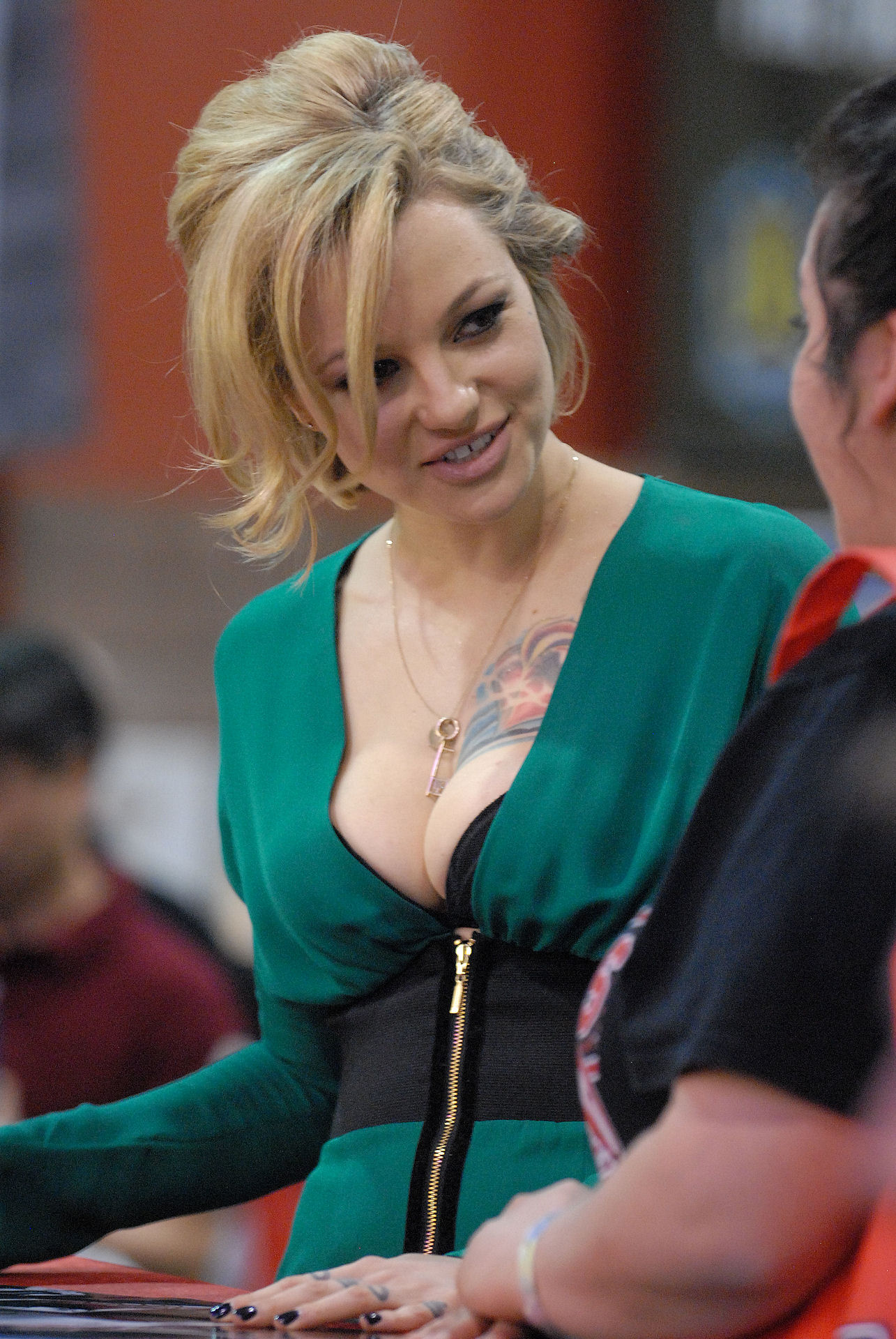
Belladonna, actriz y directora de Evil Angel.

Joey Silvera empezó en Evil Angel en 1995. Es responsable de películas como Black Power, Please!, Service Animals All-Stars, Strap Attack, Hellcats, Storm Squirters o Pink Hotel on Butt Row. Es, además, uno de los directores más prolíferos de la industria pornográfica en películas de sexo transexual, con varias entregas de las sagas Rogue Adventures o She-Male Idol - The Auditions, además de She-Male XTC, She-Male Police, She-Male Perverts o TS Factor.
Raul Cristian entró en la empresa en 2007, dirigiendo películas seriales como Ass Titans, Ass Traffic o Anal Attack, así como Cruel MILF, Live Gonzo, Prime Cups o Sperm Swap.
Christoph Clark se unió a la compañía en 1997. Su primera película fue Euro Angels, y ha dirigido desde entonces varias seriales que incluyen sagas como Beautiful Girls, Angel Perverse, Dressed to Fuck, Big Natural Tits, Top Wet Girls, Euro Angels, Euro Domination o la cinta Christoph Clark's Obsession.
Nacho Vidal entró en el estudio después de 2001. Anteriormente había trabajado como actor en títulos como Please! o Buttman & Rocco's Brazilian Butt Fest. Trabajó como director para New Sensations, donde dirigió las series Killer Pussy y Blowjob Impossible. Con Evil Angel ha dirigido filmes como Made In Brazil, Made In Xspaña, Nacho: Latin Psycho o The Cast. Nacho creó en 2005 la marca Face Fuckers, el primer estudio de cine pornográfico gay. Además, ha producido diversas películas de sexo transexual como She Plays With Her Cock, House of She-Males, Fucking She-Males, She Said Blow Me o Bang Bang She-Male.
Jonni Darkko, como Nacho Vidal, empezó dirigiendo para New Sensations. En 2004 creó Darkko Productions y empezó a trabajar con Evil Angel. Produjo diversos seriales de sexo POV y de sexo oral, siendo algunas de sus películas All About Ass, Anal Angels, Asian Fuck Faces, B For Bonnie, Boob Bangers, E For Eva, F for Francesca, G For Gianna, L For London, Load Warriors, POV Jugg Fuckers o Sloppy Head, entre otras.
Belladonna entró en la compañía de mano de su entonces novio Nacho Vidal. Evil Angel acabó teniendo los derechos en exclusiva de la distribución de los títulos de la actriz bajo las marcas Belladonna Entertainment y Deadly Nightshade Production. Como actriz para el estudio realizó numerosas películas como Fashionistas, Ass Worship, Gina Lynn's DarkSide, She Male Domination Nation o Weapons of Ass Destruction. Tras las cámaras, con un contrato en exclusiva para Evil Angel, ha dirigido y protagonizado numerosos filmes, muchos de ellos seriales, como Manhandled, No Warning, Belladonna's Fucking Girls, Oddjobs, Party of Feet o Carbongirl.
Jake Malone firmó también un contrato de exclusividad con Evil Angel en 2006. Su primera película fue Fuck Slaves, protagonizada por Sandra Romain y Sasha Grey. Desde entonces ha dirigido películas independientes y seriales como Blacksnake Bitches, Bitchcraft, I Wanna B a Porn Star, Fetish Fuck Dolls, Gang Bang My Face, Teens Corrupted, We Suck!, Cum Face Fuck Dolls, Nice Fucking View, Crimes Of The CUNT, Rookie Pussy o Own My Ass.
Manuel Ferrara recaló en mayo de 2006 en Evil Angel después de trabajar como cineasta dos años para Red Light District Video. Originalmente, protegido por un tutor de peso en la industria como lo es Rocco Siffredi, empezó su carrera como actor en la empresa, participando en la "joya de la corona" de la productora, Fashionistas. Su primera película para Evil Angel fue Evilution, producción de temática gonzo protagonizada por Naomi, Melissa Lauren y Nici Sterling. Desde entonces ha dirigido películas independientes y seriales como Fucked on Sight, Slutty and Sluttier, Evil Anal, Anal Expedition, Teen Cum Squad, Bangin' Black Boxes, Ass Attack, I'm Your Slut, Teen Cum Surprise o New Whores on the Block.
Jay Sin (nombre artístico de Jason Wade Dejournett) empezó a trabajar como cineasta para Buttman Magazine Choice, filial de Evil Angel, a principios de 2007, para la que dirigió películas como Milk Nymphos con Annette Schwarz, Sophie Dee, Kelly Wells y Lexi Love. La primera película que dirigió propiamente para Evil Angel fue Gape Lovers 2 en 2008. Otras de sus películas son Anal Buffet, Anal Lesbian Sweethearts, Cream Dreams, Deep Anal Abyss, Lollipop Lesbians, Pretty Sloppy, Three Gapeteers o la transexual TS Playground, que contaba con  Kimber James, Eva Lin y Foxxy.
Jay Sin es conocido por sus trabajos de pornografía anal extrema, que incluye técnicas en algunos de sus vídeos de prolapsos rectales. El cineasta entiende estas "particularidades" como parte "artística" de sus películas, y afirma que la pornografía es para él "una forma de vida".